# Hubschrauber-Zwischenfall von 1958
Beim Hubschrauber-Zwischenfall von 1958, in englischsprachigen Veröffentlichungen und zeitgenössischen Medien als Helicopter incident bezeichnet, flog ein Hubschrauber des Typs  Sikorsky S-55, auch bekannt als H-19 Chickasaw, der in Westdeutschland stationierten US-Armee, der aufgrund eines Gewitters die Orientierung und auch den Funkkontakt zur Bodenstation verloren hatte, am 7. Juni 1958 in den Luftraum der Deutschen Demokratischen Republik (DDR). Der Hubschrauber musste in der Nähe der heutigen Bundesautobahn 72 auf einer Waldlichtung nahe Irfersgrün bei Lengenfeld im Bezirk Karl-Marx-Stadt wegen Treibstoffmangels notlanden. Dabei wurde der Hubschrauber beschädigt. Die ursprünglich geplante Route des Fluges sollte von Frankfurt am Main zum Truppenübungsplatz Grafenwöhr in der Oberpfalz führen.

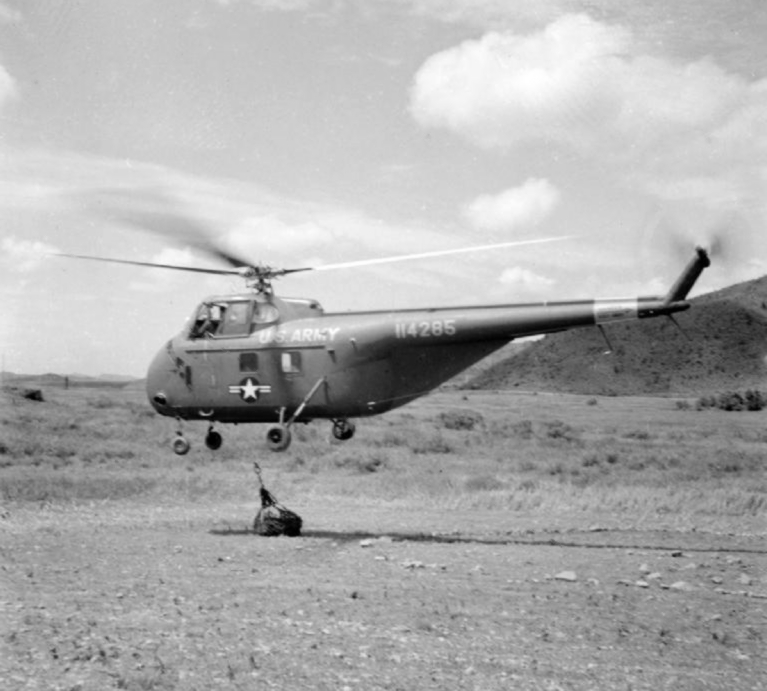
Ein H-19-Hubschrauber der US-Army

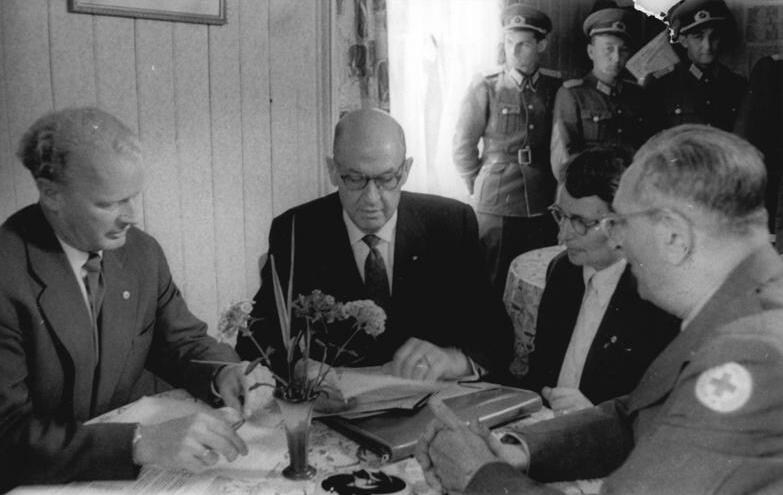
Verhandlungen zur Übergabe der US-Armeeangehörigen zwischen den Vertretern des Roten Kreuzes

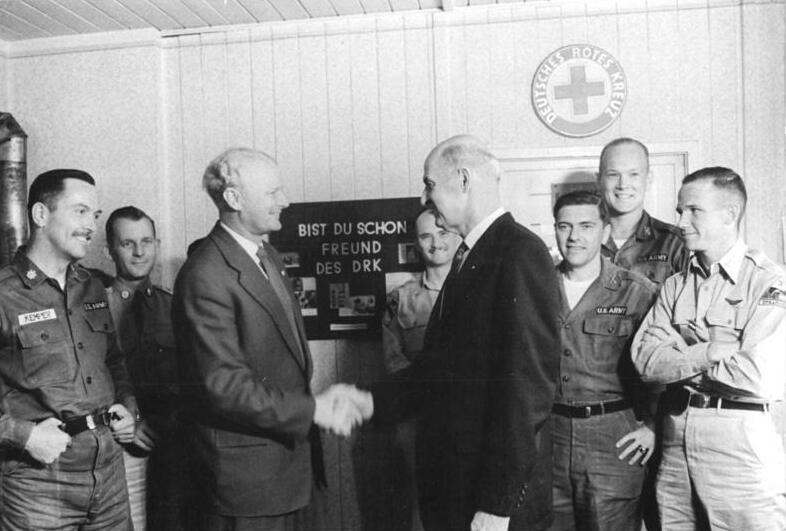
Übergabe der internierten Soldaten am 19. Juli 1958 in Anwesenheit von Werner Ludwig, Präsident des DRK der DDR, und Robert Wilson, Direktor des Amerikanischen Roten Kreuzes für Europa

Die aus neun Soldaten der 3. US-Panzerdivision bestehende Besatzung, darunter acht Offiziere einschließlich des Artillerie-Stabschefs der Division sowie ein Feldwebel, wurde von den DDR-Behörden in einer Villa in Dresden interniert. Der Hubschrauber wurde beschlagnahmt und auf dem Gelände der Infanterie-Offiziersschule der Nationalen Volksarmee (NVA) in Plauen verwahrt sowie später ohne Rotorblätter und Triebwerk zurückgegeben. Nach Verhandlungen, die durch Vertreter des Deutschen Roten Kreuzes der DDR und des Amerikanischen Roten Kreuzes geführt wurden, kam es rund sechs Wochen später am 19. Juli 1958 am Grenzübergang Töpen-Juchhöh zur Freilassung der Soldaten.

## Historische Bedeutung
Der Vorfall, der sich in der Frühphase des Kalten Krieges ereignete, erlangte politische und diplomatische Bedeutung, da die DDR-Staatsführung versuchte, offizielle Verhandlungen mit der Regierung der Vereinigten Staaten über eine Freilassung und damit die Aufgabe der Politik der Nichtanerkennung der DDR durch die USA zu erreichen. Von Seiten der entsprechenden staatlichen Institutionen der DDR wurden aus diesem Grund Verhandlungen auf höchstmöglicher Ebene gefordert, denen sich die US-Behörden verweigerten. Der Grundsatz sollte aufrechterhalten werden, dass der DDR kein Anschein von staatlicher Existenz zuzugestehen war. Die US-Regierung, die bei offiziellen Gesprächen mit der DDR-Führung die Schaffung eines Präzedenzfalls befürchtete, wandte sich vielmehr wiederholt an die sowjetischen Behörden, um die Freilassung der Soldaten durch Verhandlungen mit der Sowjetunion zu erreichen. Diese lehnte mit Verweis auf die Souveränität der DDR eine eigene Zuständigkeit ab.
Die beteiligten US-Behörden standen im eigenen Land hinsichtlich ihrer Haltung unter dem Druck der Öffentlichkeit, die eine baldige Freilassung erwartete und wenig Verständnis für die damit verbundenen diplomatischen Probleme zeigte. Sie entsandten schließlich einen Armeeoffizier als Verhandlungsführer, für den die DDR-Behörden eine diplomatische Ermächtigung durch das amerikanische Außenministerium verlangten. Für die DDR führte der stellvertretende Außenminister Otto Winzer die Verhandlungen. Nachdem der amerikanische Vertreter sich trotz nachträglich erbrachter Bevollmächtigung geweigert hatte, ein Dokument über die Übergabe zu unterzeichnen, kam es im Juli 1958 zur Freilassung nach Gesprächen zwischen Vertretern der nationalen Rotkreuz-Gesellschaften beider Länder. Das DRK der DDR wurde dabei durch seinen Präsidenten Werner Ludwig vertreten, das Amerikanische Rote Kreuz durch seinen für Europa zuständigen Direktor Robert Wilson. Der in der entsprechenden Vereinbarung und dem Übergabeprotokoll enthaltene Hinweis, dass Wilson „in Vertretung des von der Regierung der Vereinigten Staaten von Amerika bevollmächtigten Präsidenten des Amerikanischen Roten Kreuzes“ handelte, war aus politischer und diplomatischer Sicht ein Erfolg für die DDR-Staatsführung, lag andererseits aber auch deutlich unter den ursprünglichen Forderungen nach Verhandlungen auf höchstmöglicher Ebene.
Die DDR stellte den USA für Unterbringung, Verpflegung und Transport der Soldaten rund 7300 Deutsche Mark in Rechnung. Das Triebwerk des Hubschraubers gelangte in das Militärhistorische Museum in Dresden, wo es ab 1972 mit der unzutreffenden Information „Teil eines über Vietnam abgeschossenen US-Hubschraubers“ für die Öffentlichkeit zugänglich ausgestellt wurde.